# 1992 у театрі

## Події

### Театральні починання
- в грудні у Хмельницькому відкрито міський монотеатр «Кут» — стаціонарний театр одного актора. Засновником, директором та єдиним актором є народний артист України Володимир Смотритель[1]

## Прем'єри
Лютого
- 22 лютого —
  - «Примари» Едуардо Де Філіппо (реж. Петро Ільченко, Національний академічний драматичний театр імені Івана Франка, м. Київ)

Травень
- 9 травня —
  - «Хто зрадив Брута?» Андрія Жолдака за Миколою Гоголем (реж. Станіслав Мойсеєв, Національний академічний драматичний театр імені Івана Франка, м. Київ)

Жовтень
- 29 жовтня —
  - «Зимовий вечір» Михайла Старицького (реж. Сергій Данченко, Національний академічний драматичний театр імені Івана Франка, м. Київ)

Листопад
- 5 листопада —
  - «Сто тисяч» за однойменною п'єсою Івана Карпенка-Карого (реж. В. Опанасенко, Національний академічний драматичний театр імені Івана Франка, м. Київ)

Грудень
- 30 грудня —
  - «Чудо у лісі» Якова Козлова (реж. Петро Ільченко, Національний академічний драматичний театр імені Івана Франка, м. Київ)

## Діячі театру

### Народилися
Лютий
- 9 лютого —
  -  Дарія Мельникова (м. Омськ) — російська актриса кіно та телебачення

Червень
- 19 червня —
  -  Іван Бліндар (м. Івано-Франківськ) — український актор театру та кіно.

Жовтень
- 12 жовтня —
  -  Марина Смілянець (м. Київ) — українська драматургиня, сценаристка, театральна діячка, журналістка. Заступниця директора у Центрі мистецтв Новий український театр (з 2018-го)

### Померли
Березень
- 7 березня —
  -  Асаф Мессерер (88) — російський та радянський артист балету, балетмейстер, педагог, лауреат двох Сталінських премій (1941, 1947), народний артист СРСР (1976)

Квітень
- 1 квітня —
  -  Костянтин Сергеєв (82) — російський та радянський артист балету, балетмейстер, педагог. Заслужений артист РРФСР (1939). Лауреат Сталінської премії (1946, 1947, 1949, 1951). Народний артист РРФСР (1951). Народний артист СРСР (1957). Герой Соціалістичної Праці (1990)

- 6 квітня —
  -  Вахтанг Чабукіані (82) — радянський артист балету, балетмейстер, педагог, лауреат трьох Сталінських (1941, 1948, 1951) і Ленінської премії (1958), народний артист СРСР (1950)

- 28 квітня —
  -  Андрій Баланчивадзе (85) — грузинський радянський композитор, автор балетів та опер, народний артист СРСР (1968)

Жовтень
- 29 жовтня —
  -  Кеннет Макміллан (62) — британський артист балету і хореограф, художній директор Королівського балету в Лондоні (1970–1977) та його головний хореограф (1977–1992)